# Paraxylogenes pistaciae
Paraxylogenes pistaciae is een keversoort uit de familie boorkevers (Bostrichidae). De wetenschappelijke naam van de soort is voor het eerst geldig gepubliceerd in 1968 door Damoiseau.